# Совхозный (Чувашия)
Совхо́зный (чув. Совхозный) — поселок в Ядринском районе Чувашской Республики. Административный центр Иваньковского сельского поселения.

## География
Находится в западной части Чувашии, на расстоянии приблизительно 11 км на север-северо-восток по прямой от районного центра города Ядрин на правобережье реки Сура у автомагистрали М-7.

## История
Образован в 1963 году на базе участка № 1 конезавода. В 1939 году было 76 жителей, в 1979—192. В 2002 году было 125 дворов, в 2010—116 домохозяйств. Действовало ОАО «Племенной конный завод им. В. И. Чапаева».

## Население
Постоянное население составляло 354 человека (чуваши 52 %, русские 36 %) в 2002 году, 320 в 2010.